# Acarapis woodi

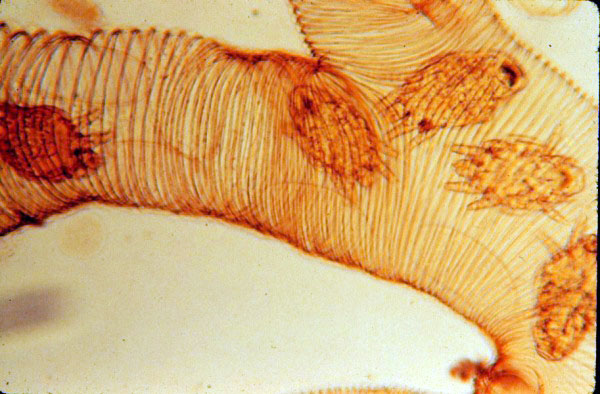
Acarapis woodi în traheile albinei

Acarapis woodi (acarianul traheal al albinei) este un acarian parazit intern al albinelor. Acarapis woodi trăiește și se reproduce în traheile albinelor. Femela acarianul depune 5 – 10 ouă pe pereții traheilor. Larva, de asemenea se dzvoltă în trahei, timp de 2 – 3 săptămâni. Ei părăsesc traheile doar pentru a găsi o nouă gazdă. Acarianul străpunge pereții cu ajutorul gnatosomei (aparatul bucal) traheilor și se hrănește cu hemolimfa albinei. O albină poate fi parazitată de peste 100 de indivizi. Acarienul este foarte mic, aproximativ 175 microni. Și pot fi văzut numai la un microscop, de aceea indentificarea acestuia e foarte dificilă.